# The Circle of Fate
The Circle of Fate è un cortometraggio muto del 1914 diretto da Raymond B. West.

## Produzione
Il film fu prodotto dalla Kay-Bee Pictures.

## Distribuzione
Distribuito dalla Mutual Film, il film - un cortometraggio in due bobine - uscì nelle sale cinematografiche USA il 16 gennaio 1914.